# Football Club Legnano 1913-1914
Questa pagina raccoglie le informazioni riguardanti il Football Club Legnano nelle competizioni ufficiali della stagione 1913-1914.

## Stagione

Il monogramma del Football Club Legnano, utilizzato fino alla stagione 1934-1935, dopo di cui la società cambiò nome in Associazione Calcio Legnano mutando conseguentemente anche il monogramma

Il Legnano disputa la sua prima stagione ufficiale nel girone A della Terza Categoria Lombarda 1913-1914, dove giunge al settimo e penultimo posto. In questo gruppo affronta il Como B (formato da ragazzi), la Saronnese, l'Aurora Busto, la Victoria Busto, la Libertas Gallarate, la Popolare Robur di Milano e l'Aurora Risorta. I lilla partecipano anche alla Coppa Saronno, competizione dalla quale sono esclusi nella fase eliminatoria.
Il rendimento della squadra viene giudicato dalla dirigenza lilla non all'altezza delle aspettative; alla fine della stagione viene quindi deciso di rinforzare la rosa con l'acquisto di nuovi giocatori. Tra essi, quello maggiormente dotato tecnicamente, è il legnanese Primo Colombo.

## Divise
| Casa |

## Organigramma societario
Area direttiva
- Presidente: Aldo Visconti
- Presidente onorario: Eugenio Tosi

Area tecnica
- Allenatore: -
- Commissione tecnica: Adamo Bonacina, Gian Guido Piazza, G.M. Riva e Giuseppe Venegoni

## Rosa
| N. |                   | Ruolo | Calciatore |
| -- | ----------------- | ----- | ---------- |
|    | Italia (bandiera) | P     | Venegoni   |
|    | Italia (bandiera) | D     | Asti       |
|    | Italia (bandiera) | D     | Agosti     |
|    | Italia (bandiera) | D     | Oldrini    |
|    | Italia (bandiera) | C     | Crespi     |
|    | Italia (bandiera) | C     | Morelli    |

| N. |                   | Ruolo | Calciatore    |
| -- | ----------------- | ----- | ------------- |
|    | Italia (bandiera) | C     | Luisetti      |
|    | Italia (bandiera) | C     | Visconti      |
|    | Italia (bandiera) | A     | Alberti       |
|    | Italia (bandiera) | A     | De Franceschi |
|    | Italia (bandiera) | A     | Pariani       |

## Risultati

### Terza Categoria (girone A)
| 1914 1ª giornata                    | Legnano   | 0 – 2 | Como B |  |
| \| \| \| \| \| \| Marcatori \| . \| |           |       |        |  |
|                                     |           |       |        |  |
|                                     | Marcatori | .     |        |  |

| Arbitro: | Crespi (Milano) |

|  |           |   |
|  | Marcatori | ? |

| Arbitro: | Bazzi (Milano) |

|  |           |   |
|  | Marcatori | . |

| Arbitro: | Gaetani (Milano) |

|  |           |   |
|  | Marcatori | ? |

| Arbitro: | Moretti (Milano) |

|  |           |   |
|  | Marcatori | ? |

| Arbitro: | Volpati (Milano) |

|  |           |   |
|  | Marcatori | . |

| Arbitro: | Crespi (Milano) |

|   |           |  |
| ? | Marcatori |  |

## Statistiche

### Statistiche di squadra
| Competizione    | Punti | Totale | Totale | Totale | Totale | Totale | Totale | DR |
| Competizione    | Punti | G      | V      | N      | P      | Gf     | Gs     | DR |
| --------------- | ----- | ------ | ------ | ------ | ------ | ------ | ------ | -- |
| Terza Categoria | 3     | 7      | 1      | 1      | 5      | 4      | 11     | -7 |

### Statistiche dei giocatori
| Giocatore     | Terza Categoria | Terza Categoria |
| Giocatore     | Presenze        | Reti            |
| ------------- | --------------- | --------------- |
| Venegoni      | ?               | ?               |
| Asti          | ?               | ?               |
| Agosti        | ?               | ?               |
| Oldrini       | ?               | ?               |
| Crespi        | ?               | ?               |
| Morelli       | ?               | ?               |
| Luisetti      | ?               | ?               |
| Visconti      | ?               | ?               |
| Alberti       | ?               | ?               |
| De Franceschi | ?               | ?               |
| Pariani       | ?               | ?               |